# Jauhienij Szymul
Jauhienij Szymul (biał. Яўгеній Шымуль; ur. 26 maja 1990) – białoruski wioślarz.

## Osiągnięcia
- Mistrzostwa Europy – Brześć 2009 – czwórka bez sternika wagi lekkiej – 10. miejsce[1].